# Grossmann (montagne)
Pour les articles homonymes, voir Grossmann.
Le mont Grossmann est un sommet du massif des Vosges situé en France, à la limite entre les départements du Bas-Rhin et de la Moselle (dont il est le point culminant), s'élevant à 986 mètres d'altitude. Il se trouve respectivement entre les communes de Lutzelhouse et Walscheid.
C'est sur son versant septentrional que la Zorn prend sa source.